# Gromada Chełm
Gromada Chełm war eine Verwaltungseinheit in der Volksrepublik Polen zwischen 1954 und 1972. Verwaltet wurde die Gromada vom Gromadzka Rada Narodowa, dessen Sitz sich in Chełm befand und aus 27 Mitgliedern bestand.

Die Gromada Chełm gehörte zum Powiat Pszczyński in der Woiwodschaft Katowice (damals Stalinogród) und bestand aus der ehemaligen Gromadas Chełm und Kopciowice (ohne die Siedlung Kolonie Leśna) der aufgelösten Gmina Chełm. Die Gromada Chełm wurde zum 13. November 1954 (rückwirkend zum 1. Oktober 1954) Teil des neugeschaffenen Powiat Tyski.

Zum 31. Dezember 1961 wurde die aufgelöste Gromada Goławiec in die Gromada Chełm eingegliedert. Zum 1. Juli 1963 wurden die Flurstücke Nr. 296/2, 413/1 i 414/1 aus dem Kataster Kopciowice aus der Gromada Chełm ausgegliedert und der Gromada Bieruń Nowy zugeschlagen.

Die Gromada bestand bis Ende 1972 und wurde am 1. Januar 1973 Teil der wiedereingeführten Gmina Imielin.